# Friars Hole
Friars Hole – jaskinia w USA, w stanie Wirginia Zachodnia, w górach Allegheny.
W Friars Hole występuje rozciągnięty system korytarzy krasowych.